# Misawa
Misawa (japanisch 三沢市, -shi) ist eine Stadt in der Präfektur Aomori in der Region Tohoku in Japan. Die amerikanische Luftwaffe unterhält hier den Stützpunkt Misawa Air Base.

## Geographie
Misawa liegt östlich von Aomori und nördlich von Hachinohe am Pazifischen Ozean.

## Geschichte
Im Februar 1948 schlossen sich das Mura Misawa (三澤村, -mura) und Teile der Mura Rokunohe (六戸村, -mura), Shimoda (下田村, -mura) und Uranodate (浦野館村, -mura) im Kamikita-gun zur Machi Ōmisawa (大三澤町, -machi, wörtlich: Groß-Misawa) zusammen. Am 1. September 1958 erfolgte die Rückbenennung in Misawa – jedoch unter Verwendung der Shinjitai-Schreibweise – mit der Ernennung zur Shi.
Als am 11. März 2011 nach dem Tōhoku-Erdbeben Tsunamiwellen Misawa erreichten, wurden zwei Todesopfer, im Alter von 78 und 60 Jahren, gemeldet. 19 Wohngebäude wurden durch die Naturkatastrophe vom 11. März 2011 völlig und 22 weitere teilweise zerstört.

## Verkehr
- Straße:
  - Nationalstraße 338
- Zug:
  - JR Tōhoku-Hauptlinie: nach Ueno und Aomori

## Städtepartnerschaften
- Wenatchee, seit 1981

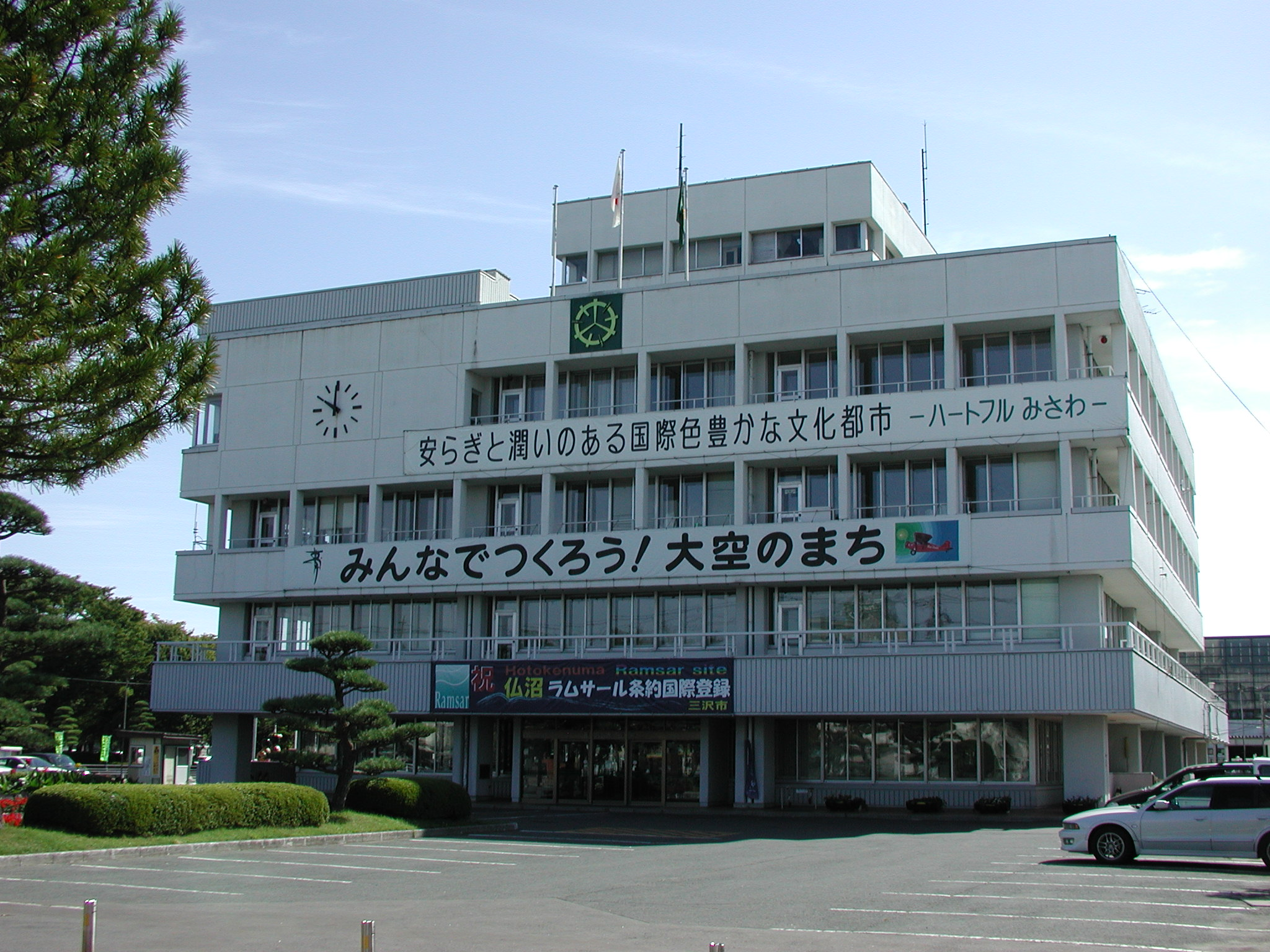
Rathaus

- East Wenatchee, seit 2001

## Söhne und Töchter der Stadt
- Takanonami Sadahiro (1971–2015), Sumōringer

## Angrenzende Städte und Gemeinden
- Oirase
- Rokkasho